# Marie-Luce Romanens
Marie-Luce Romanens, född den 19 januari 1973, är en schweizisk orienterare som blev världsmästare på medeldistans vid VM 1995. Hon är även nordisk mästarinna en gång och juniorvärldsmästarinna en gång.